# Карнунт

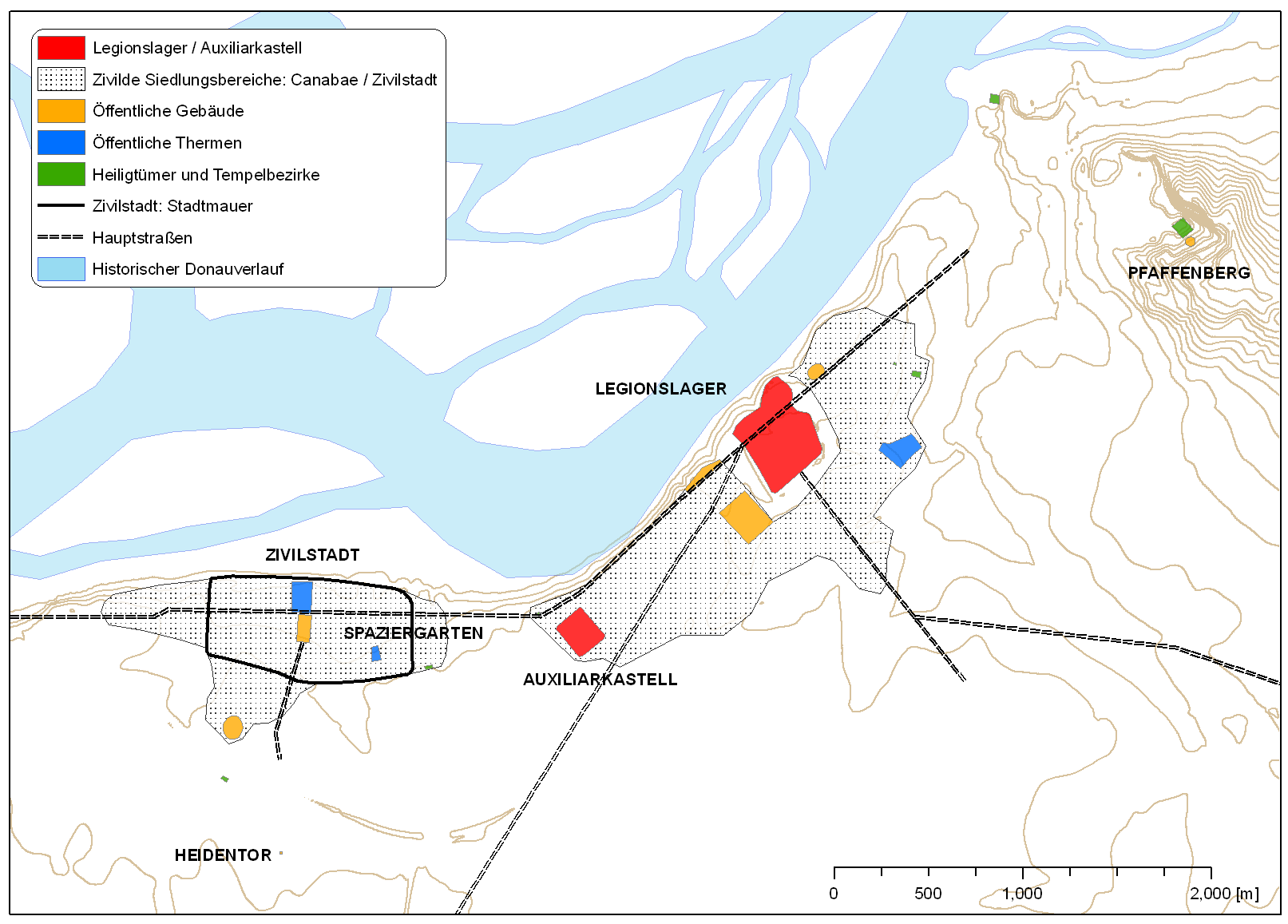
Карнунт:схема генерального плану

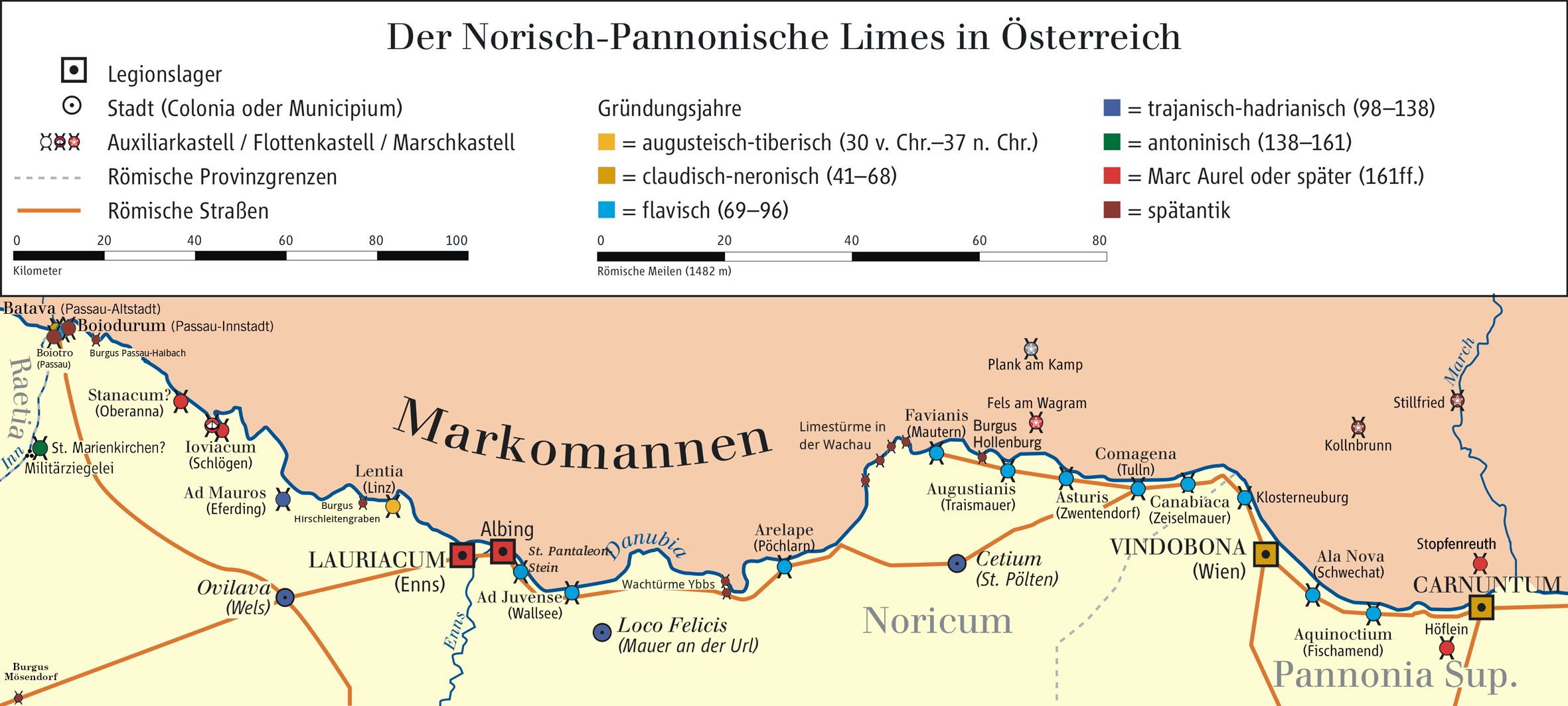
Розташування Карнунту у системі лімесу

Карну́нт (лат. Carnuntum; грец. Καρνους, Carnous) — римське фортифіковане місто, центр римської провінції Верхня Паннонія (з І ст.). Розташовувалося у сучасній Австрії (Нижня Австрія,  Петронелль-Карнунтум і Бад Дойч-Альтенбург), в 40 милях на схід від Відня, на південному березі Дунаю. При імператорі Траяні місто стало столицею римської провінції (верхньої) Паннонії (Паннонія Superior). Споруджене в тому місці, де в давні часи Бурштиновий шлях перетинав Дунай.

## Історія
У стародавніх писемних джерелах Карнунтум вперше згадується в зв'язку з подіями 6 року нашої ери.
Римський імператор Марк Аврелій (помер у Віндобоні в 180 році н.е.) склав в Карнунті частину своїх безсмертних «Роздумів». 
Спочатку це був древній кельтський населений пункт. Завдяки цьому місто зобов'язане своєю назвою. (Назва, ймовірно, походить від кельтського слова Kar або Karn, що означало «камінь» або «купа каміння»). Спершу писалось через літеру "К".
У 4 ст. починається христіанизація цього регіону.

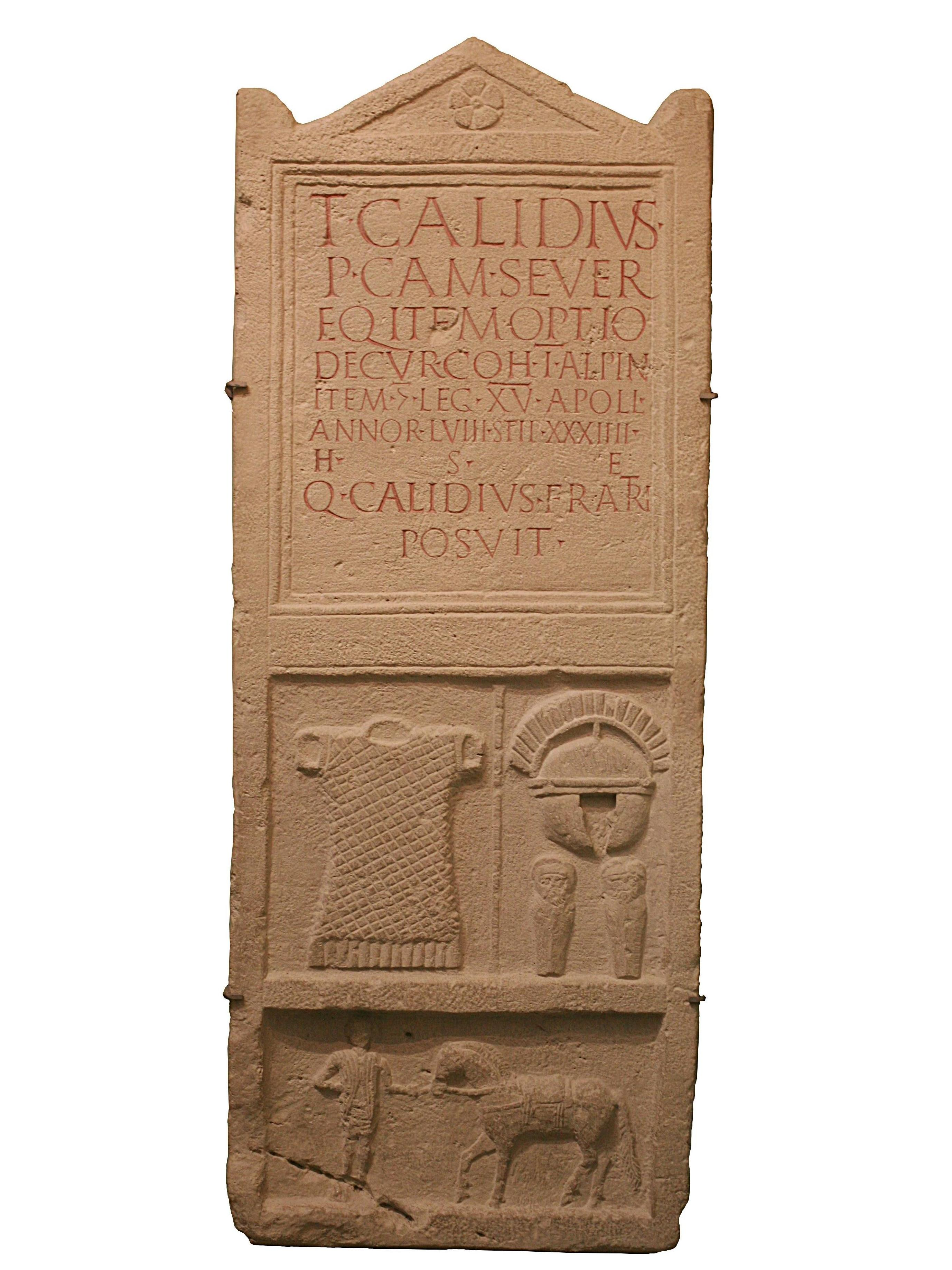
Надгробок Тита Калідіуса Северуса, сотника з П'ятнадцятого легіону (зображено коня, шолом центуріона і збруя), знайденого в Карнунтумі

При імператорові Октавіані Августі місто було використане як табір під час війни з Марободом (6 р. н.е.). Досягнути середньої течії Дунаю римлянам вдалося лише в результаті війни Тиберія (12-9 рр. до н.е.). В ході цієї кампанії і відбулась офіційна анексія Паннонії, яку датують 11-8 р. до н.е. Завоювання Паннонії мало велике військово-стратегічне значення. Воно призвело до виходу римлян на правий берег Дунаю, який утворив лінію захисту і кордон з варварськими племенами. Особливо важливим стало захоплення опорних пунктів на правому березі Дунаю та переправ. Захоплення міста Карнунт дозволило проводити  військові походи проти задунайських племен на Середньому Дунаї.
У 73 був обнесений кам'яною стіною, став стоянкою римських легіонів.
Імператор Марк Аврелій скористався Карнунтом в своїх війнах проти німецьких племен маркоманів і квадів між 171 і 173 рр. нашої ери.

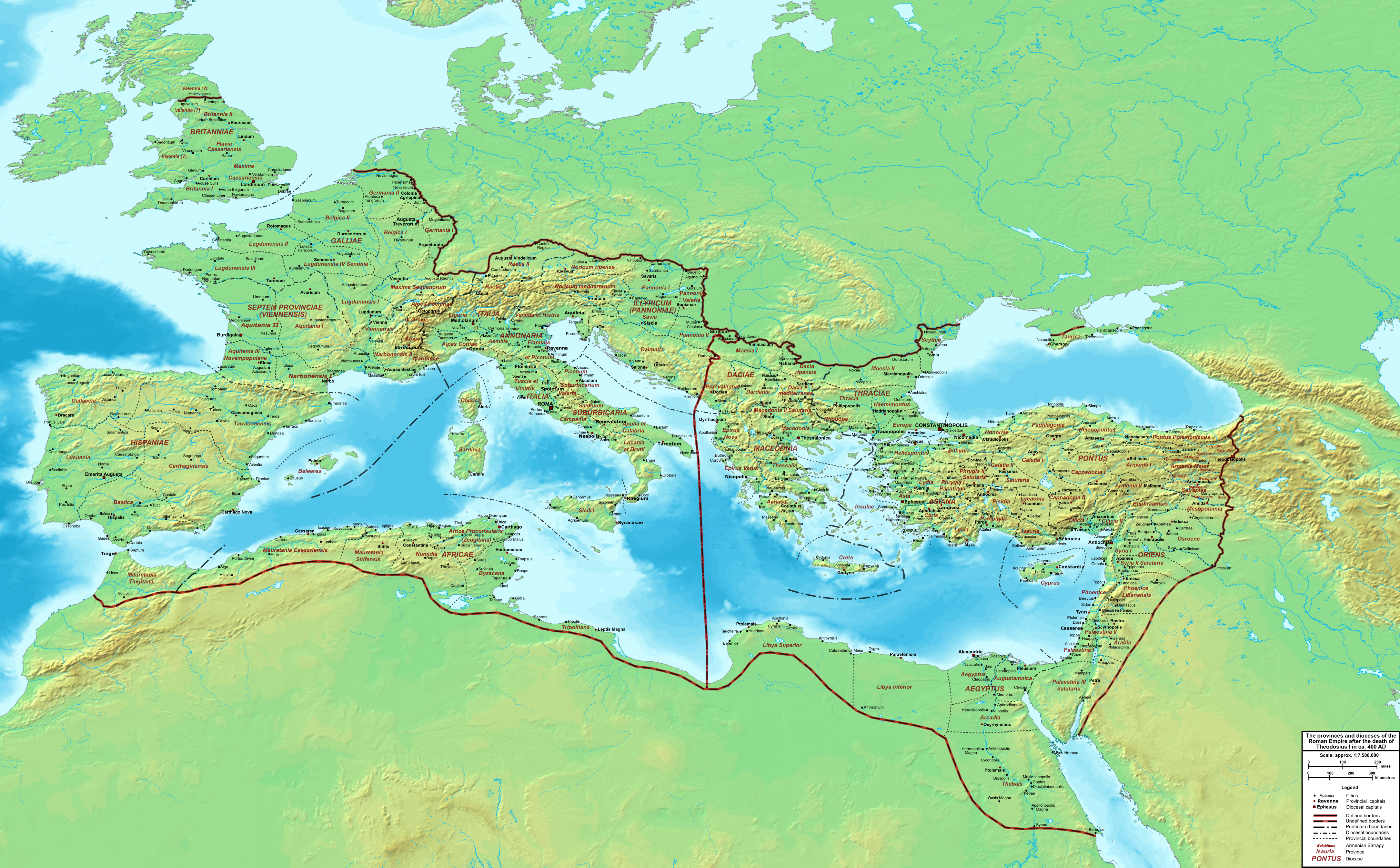
Провінції і єпархії Римської імперії у 400 р.

Під час воєн римлян з прикордонними племенами кілька разів руйнувався, а потім відновлювався (останній раз в 375). Остаточно зруйнований близько 400 року. Саме Карнунт, а не Віндобона був центром римської культури в Паннонії доти, поки в 375 р. не був зруйнований німецькими племенами.  
Паннонія остаточно від'єдналась від римлян близько 400 р. н.е. і, на відміну від сусідньої провінції Норік, яка залишилася під римським контролем довше, ніж навіть сам Рим, вона була завойована готами на початку п'ятого століття.

## Сучасність

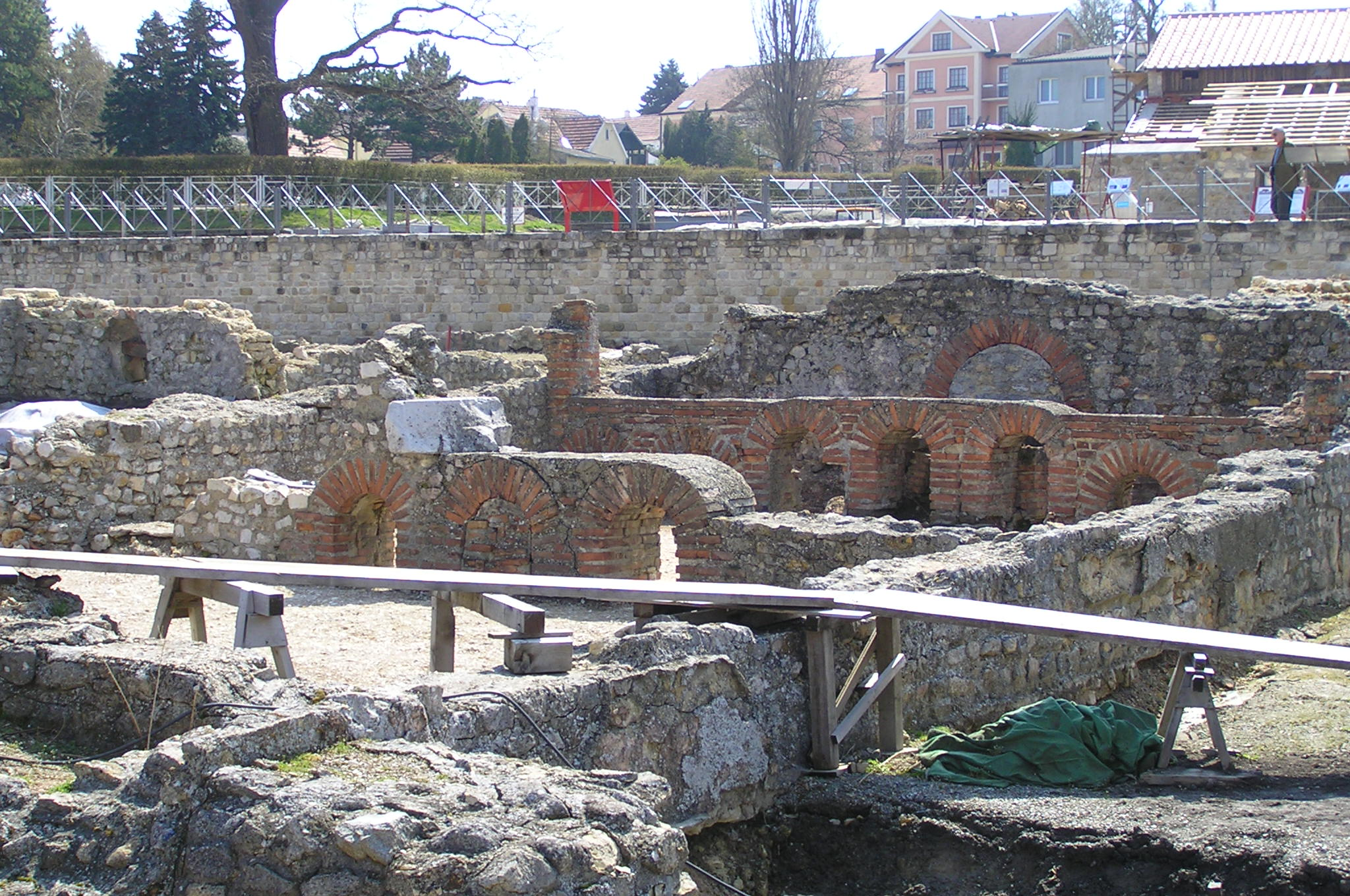
Руїни громадської лазні.

Розкопувався в 20-і і 30-і рр. 20 століття. Розкрито амфітеатр, преторій, форум, терми, мітреум і ін. 
Тепер руїни Карнунта, які розташовані поблизу австрійського селища Петронеллі-Карнунтум, на півдорозі з Відня до Братислави, перетворено на музей. В археологічному комплексі Карнунта перебувають залишки язичницьких воріт, амфітеатру (плита з написом на місці стверджує, що амфітеатр був 4-м найбільшим амфітеатром у цілій Римській імперії), римського військового табору. Численні знахідки археологічних розкопок, початих у 19 столітті зберігаються в Музеї Карнунта в Бад Дойч-Альтенбургу.

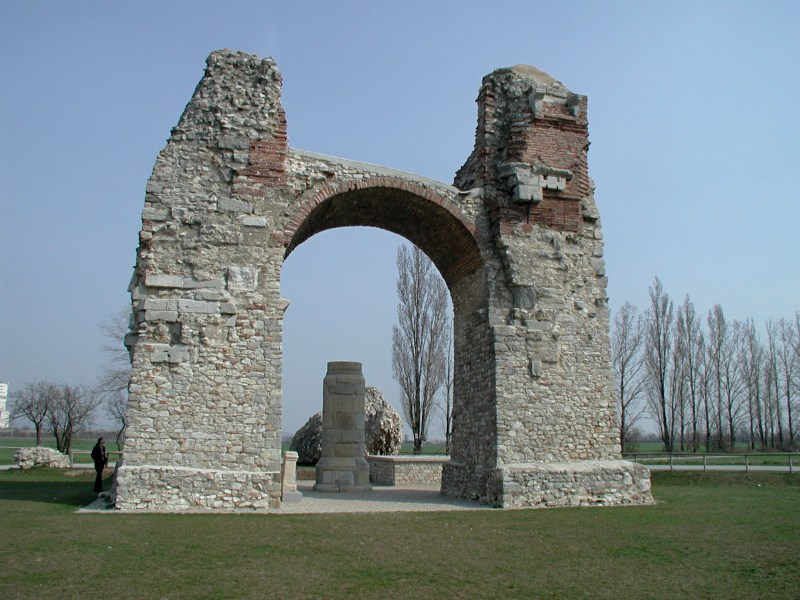
Heidentor. Так звана «Язичницька брама»

"Археологічний парк Карнунтум" ділиться на три частини:
- Цивільне Місто
- Військове Місто
- Музей Carnuntinum

## Відеоматеріали
Відеоролик на YouTube з комп'ютерною реконструкцією Карнунта та прилеглої місцевості.